# Soraya Arnelas
Soraya Arnelas Rubiales, známější pod přezdívkou Soraya (* 13. září 1982 Valencia de Alcántara, Cáceres), je španělská zpěvačka. Je známá díky účasti ve španělské talentové reality-show Operación Triunfo a reprezentaci Španělska na Eurovizi 2009 v Moskvě, kde s písní "La Noche Es Para Mí" obsadila dělené 23. místo se ziskem 23 bodů.

## Biografie

### Počátky
Soraya se narodila v malém městě Valencia de Alcánzara blízko portugalských hranic (provincie Cáceres). Ve věku 11 let se s rodinou přestěhovala do Madridu, kde toužila studovat herectví. Stala se letuškou ve společnosti Iberworld.

### 2005: Operación Triunfo aCorazón De Fuego
V roce 2005 se Soraya přihlásila do čtvrté řady španělské televizní reality-show Operación Triunfo, v níž skončila na druhém místě se ziskem 47 % diváckých hlasů. V prosinci vydala v produkci Kikeho Santandera debutové album Corazón De Fuego, které se zanedlouho stalo platinovým díky prodeji 160 000 kopií.

### 2006:Ochenta's
Druhé album Ochenta's zpěvačka vydala koncem listopadu 2006. Počin byl směsicí klasických hitů osmdesátých let a nových písní v angličtině. Album se dlouho drželo mezi nejprodávanějšími nahrávkami a rovněž bylo oceněno platinovou deskou.

### 2007:Dolce Vita
Album Dolce Vita, které vyšlo v roce 2007, navazovalo na svého předchůdce coby směs coverů hitů osmdesátých let (mimo jiné Soraya přezpívala písně od Eurythmics, Cyndi Lauper, Modern Talking či Kylie Minogue. Kompilace obsadila páté místo v žebříčku španělských alb a získala zlatý certifikát za prodej 40 000 kopií během dvou měsíců. Dále vyšla v anglických žebříčcích iTunes a 7digital.

### 2008:Sin Miedo
Čtvrté album San Miedo obsahovalo na rozdíl od svých předchůdců dvanáct původních písní. Obsahovalo mimo jiné duet s Kate Ryan, "Caminaré. Přestože album debutovalo v hitparádě až na 21. místě, udrželo se v žebříčcích po 22 týdnů a díky re-edici se do top 40 vrátilo i dlouhou dobu po svém vydání.

### 2009: Eurovision Song Contest
Koncem roku 2008 se Soraya se singlem "La Noche Es Para Mí" přihlásila do národního kola Španělska do Eurovize 2009. Píseň se díky webovému hlasování, kde byla podpořena téměř 203 000 hlasy, kvalifikovala do televizního finále. Rychle se ocitla mezi favority soutěže, a přestože 28. února 2009 obdržela ve finále stejný počet bodů jako píseň jiné soutěžící, nakonec zvítězila díky převaze diváckých hlasů.

Soraya a její tým následně věnovali několik týdnů intenzivní propagaci v Evropě - navštívili Andorru, Belgii, Nizozemsko, Rumunsko, Portugalsko a Švédsko.
16. května 2009 vystoupila Soraya ve finále Eurovize v Moskvě coby poslední z 25 soutěžících. Přestože patřila k favoritům, na konci hlasování obdržela pouze 23 bodů (12 z Andorry, 7 z Portugalska, 3 ze Švýcarska a 1 z Řecka) a dělila se s litevským zástupcem Sashou Sonem o 23. místo. Jak se později ukázalo, v bodování odborné poroty Španělsko obsadilo až úplně poslední místo.

Média spekulovala, že špatné umístění Sorayi bylo sankcí ze strany pořadatelů za vysílací chybu španělského vysílatele TVE. Ten přes původní plány namísto druhého semifinále 14. května v rozporu s pravidly odvysílal tenisový turnaj Madrid Open 2009, kvůli čemuž se stanovený vysílací plán posunul o více než hodinu. Deník El Mundo zveřejnil teorii, podle níž tento přešlap televize způsobila záměrně, aby se vyhnula vítězství v soutěži a nákladnému pořádání následujícího ročníku.
Po vystoupení na Eurovizi Soraya absolvovala turné po Španělsku. Současně se její plánovaný singl "Caminaré", nahraný s Kate Ryan, stal předmětem kontroverzí, když zpěvaččino vydavatelství Vale Music v červnu odmítlo financovat produkci videoklipu k písni. Soraya na toto rozhodnutí reagovala prohlášením, že nechá videoklip produkovat z vlastních zdrojů. Vydavatelství nakonec zrušilo celé vydání singlu, který se tak objevil pouze na albu Sin Miedo.
Zpěvačka následně odcestovala do New Yorku na soustředění, po němž absolvovala propagační turné v Jižní Americe.

### 2010:Dreamer
Koncem roku 2010 Soraya uzavřela smlouvu s vydavatelstvím Sony BMG. Debutový singl "Live Your Dreams" z pátého studiového alba Dreamer', na němž spolupracoval francouzský dýdžej Antoine Clamaran, byl vydán v červnu a obsadil osmé místo ve francouzském Club Chart, zatímco v rádiové airplay obsadil třináctou příčku. V oficiálním prodeji singlů obsadil 11. místo a v nejlepší patnáctce se udržel sedm týdnů. Obsadil místa také v hitparádách v Belgii, Španělsku, Rusku a Polsku.
Album Dreamer bylo vydáno v závěru září a jeho úspěch v hitparádách byl podpořen evropským turné.

## 2012: Valentia Records
V druhé polovině roku 2012 Soraya oznámila odchod od vydavatelství Sony, aby založila vlastní nahrávací společnost Valentia Records. První singl "Con Fuego se dostal mezi čtyřicet nejúspěšnějších španělských singlů a současně obsadil první místo v regionálním prodeji iTunes.

## Osobní život
Soraya je fanynkou fotbalového klubu Real Madrid.

## Diskografie

### Alba
| Rok  | Název                                                                                                 | Umístění  | Ocenění           |
| Rok  | Název                                                                                                 | Španělsko | Ocenění           |
| ---- | --- | --------- | ----------------- |
| 2005 | Corazón De Fuego - Début - Vydáno: 5. prosince 2005 - Vydavatel: Vale Music / Santander Records       | 13        | - Platinová deska |
| 2006 | Ochenta's - Vydáno: 21. listopadu 2006 - Vydavatelství: Vale Music / Universal                        | 5         | - Platinová deska |
| 2007 | Dolce Vita - Vydáno: 11. září 2007 - Vydavatelství: Vale Music / Universal                            | 5         | - Zlatá deska     |
| 2008 | Sin Miedo - Vydáno: 14. října 2008 - Re-edice: 5. května 2009 - Vydavatelství: Vale Music / Universal | 21        | _                 |
| 2010 | Dreamer - Vydáno: 28. září 2010 - Re-edice: 17. května 2011 - Vydavatelství: Sony Music               | 8         | _                 |

### Singly
| Rok  | Název                                   | Umístění  | Umístění | Umístění | Umístění | Umístění | Umístění | Umístění   | Umístění | Umístění | Umístění | Umístění      | Album            | Ocenění     |
| Rok  | Název                                   | Španělsko | Download | Airplay  | Švédsko  | Francie  | Download | Club Chart | Belgie   | Airplay  | Polsko   | Evropská unie | Album            | Ocenění     |
| ---- | --------------------------------------- | --------- | -------- | -------- | -------- | -------- | -------- | ---------- | -------- | -------- | -------- | ------------- | ---------------- | ----------- |
| 2005 | "Mi Mundo Sin Ti"                       | —         | —        | —        | —        | —        | —        | —          | —        | —        | —        | —             | Corazón De Fuego |             |
| 2006 | "Corazón De Fuego"                      | —         | —        | —        | —        | —        | —        | —          | —        | —        | —        | —             | Corazón De Fuego |             |
| 2006 | "Self Control"                          | —         | 10       | —        | —        | —        | —        | —          | —        | —        | —        | —             | Ochenta's        | Zlatá deska |
| 2007 | "Call Me"                               | —         | 14       | —        | —        | —        | —        | —          | —        | —        | —        | —             | Ochenta's        |             |
| 2007 | "Dolce Vita"                            | —         | —        | —        | —        | —        | —        | —          | —        | —        | —        | —             | Dolce Vita       |             |
| 2008 | "Words"                                 | —         | —        | —        | —        | —        | —        | —          | —        | —        | —        | —             | Dolce Vita       |             |
| 2008 | "Sin Miedo"                             | 32        | —        | —        | —        | —        | —        | —          | —        | —        | —        | —             | Sin Miedo        |             |
| 2009 | "La Noche Es Para Mí"                   | 9         | —        | —        | 25       | —        | —        | —          | —        | —        | —        | —             | Sin Miedo        |             |
| 2010 | "Live Your Dreams" (& Antoine Clamaran) | —         | 41       | 18       | —        | 11       | 47       | 8          | 51       | 20       | 16       | 40            | Dreamer          |             |
| 2010 | "Dreamer"                               | —         | —        | —        | —        | —        | —        | —          | —        | —        | —        | —             | Dreamer          |             |
| 2011 | "Stick Shift" (& Antoine Clamaran)      | —         | —        | —        | —        | —        | —        | 14         | —        | 265      | —        | —             | Dreamer          |             |
| 2012 | "Feeling You" (& Antoine Clamaran)      | 47        | —        | —        | —        | 183      | —        | 18         | —        | 211      | —        | —             |                  |             |
| 2013 | "Con Fuego" (& Aqeel)                   | 29        | —        | —        | —        | —        | —        | —          | —        | —        | —        | —             |                  |             |

### Singly mimo hitparády
- 2006: "No Debería" (with Antonio Romero)
- 2006: "Fruto Prohibido" (& Santa Fe)
- 2008: "Tonight We Ride / No Digas Que No" (& Kate Ryan)